# 稀代桜子
稀代 桜子（きしろ さくらこ、1961年7月30日 - ）は、日本の女性声優。静岡県沼津市出身。賢プロダクション所属。

## 来歴
祖父、父、母は医者で弟は医科大学出身である医師一家の長女だが、稀代は中学生の時に声優になることを決めていた。
中学時代は水泳部、高校時代はフォークソング部に所属していた。
東邦音楽短期大学ピアノ科に進学し、同大学卒業後、音楽教室に勤務し、その後、声優としての活動を始める。
かつてはトルバドール音楽事務所、アーツビジョンに所属し、現在の賢プロダクションに至る。
以前は、稀代という姓は読みが難しいから誰でも覚えられてもらえる平凡な名前にと言われ、星野 桜子（ほしの さくらこ）の名前で活動していたが、結婚をきっかけに結婚前の旧姓『稀代 桜子』に改名した。
2024年1月より賢プロダクションに復帰。

## 人物
声優としては、アニメ、外画吹き替えなどを数多く担当し活躍している。
趣味はクラシックバレエ。

## 出演
太字はメインキャラクター。

### テレビアニメ
1983年
- 伊賀野カバ丸（女生徒A、女生徒B、女生徒C、女生徒D、バレー部員B）
- 魔法の天使クリィミーマミ（1983年 - 1984年、女子B、少女、侍女 他）

1984年
- 魔法の妖精ペルシャ（真鍋よよこ）

1985年
- タッチ（子供時代の南、女生徒A、女教師 他）
- 魔法のスターマジカルエミ（徳寺あかり、四谷若菜）

1986年
- あんみつ姫（しおまめ）
- 魔法のアイドルパステルユーミ

1987年
- のらくろクン（子供A、ユリの母 他）
- 陽あたり良好!（よし江）

1988年
- 昆虫物語 みなしごハッチ（リメイク版）（1989年 - 1990年、トンボの男の子、コオロギ、タロ、元気族(A)、アブ太 他）

1990年
- 江戸っ子ボーイ がってん太助（管制官）
- 三丁目の夕日
- それいけ!アンパンマン（1990年 - 2023年、プリンちゃん）
- 魔法のエンジェルスイートミント（おばさんA、子供A、子供B）

1991年
- ハイスクールミステリー学園七不思議（国語教師）
- 魔法使いサリー（1989年版）（陽平の幼年時代）

1992年
- お〜い!竜馬（山本琢磨〈幼年期〉）
- クッキングパパ
- クレヨンしんちゃん（1992年 - 、中村、TVキャラクターA）
- ママは小学4年生（看護婦、レジの人、母親4）
- YAWARA!（李）

1994年
- モンタナ・ジョーンズ（アーサー）

1995年
- 飛べ!イサミ（雪見オリエ、ライチ、さやか）
- ヤンボウ ニンボウ トンボウ（ホイチェ）

1996年
- 天空のエスカフローネ（マレーネ・アストン）

1997年
- 手塚治虫の旧約聖書物語（女）

1999年
- 週刊ストーリーランド（市役所職員）

2008年
- RD 潜脳調査室（教師）

2009年
- 君に届け（2009年 - 2011年、爽子の母） - 2シリーズ

### 劇場アニメ
1986年
- タッチ 背番号のないエース（子供時代の南）
- タッチ2 さよならの贈り物（アナウンス）

1993年
- クレヨンしんちゃん アクション仮面VSハイグレ魔王（ハラマキレディC）

1995年
- クレヨンしんちゃん 雲黒斎の野望（中村）

1998年
- アンパンマンとおかしな仲間（プリンちゃん）

1999年
- クレヨンしんちゃん 爆発!温泉わくわく大決戦（中村）

2000年
- クレヨンしんちゃん 嵐を呼ぶジャングル（中村）

2001年
- クレヨンしんちゃん 嵐を呼ぶ モーレツ!オトナ帝国の逆襲（中村）

2018年
- クレヨンしんちゃん 爆盛!カンフーボーイズ〜拉麺大乱〜（中村）

### OVA
1985年
- 魔法の天使クリィミーマミ ロング・グッドバイ（女の子）
- 魔法のプリンセス ミンキーモモ 夢の中の輪舞（モチャー）

1986年
- 魔法のスターマジカルエミ 蝉時雨（子供たち）

1988年
- ドキドキ学園 決戦!!妖奇大魔城（フェブリン）
- トップをねらえ!（車内アナウンス女、女子トップB）

1990年
- しあわせのかたち（ロミちゃん、ナレーション1）
- フリテンくん（サユリ）

1991年
- 江口寿史の寿五郎ショウ（受付嬢B、会長の娘、キリシマの息子）
- ねこ・ねこ・幻想曲（女店員）
- マネーウォーズ 狙われたウォーターフロント計画

1992年
- 三毛猫ホームズの幽霊城主（美奈子）

1994年
- KIZUNA 2
- すすめ!ゴジランド（キングキドラ一郎、モスラ幼虫、メカゴジラ）
- テンテンのおともだち（ルナ）

1995年
- こどものおもちゃ（倉田実紗子）
- 卒業 〜Graduation〜（まみの母）
- プリンセス・ミネルバ（グローヒル）

1998年
- 沈黙の艦隊（アナウンサー）

### Webアニメ
- 君に届け 3RD SEASON（2024年、爽子の母）

### ゲーム
1990年
- マーベルランド (キャラクターボイス〈お助けバニー／守護妖精の声〉)

1994年
- スタートリング・オデッセイ

1996年
- ヒロインドリーム2（樹津未遠）

2006年
- クレヨンしんちゃん 最強家族カスカベキング うぃ〜（中村）

2011年
- クレヨンしんちゃん 宇宙DEアチョー!? 友情のおバカラテ!!

2014年
- クレヨンしんちゃん 嵐を呼ぶ カスカベ映画スターズ!（中村さん）

### ドラマCD
- 最終神話戦争イデアオペラ オリジナルドラマCD 第2章 彷徨う冥界の扉（2006年、アトロポス）

### 吹き替え

#### 映画
- エイリアン2（アン〈ホリー・デ・ジョン〉）※VHS・DVD版
- キングコング ※日本テレビ版
- コードネームはファルコン ※テレビ朝日版
- 3人のゴースト ※フジテレビ版
- スリーメン&ベビー（パティ）※フジテレビ版
- 007 リビング・デイライツ（マネーペニー〈キャロライン・ブリス〉）※TBS版
- ナイトメア・シティ（シンディ）※毎日放送版
- レッド・スコルピオン ※ソフト版

#### アニメ
- がんばれタッグス（グランパス、リリー、サリー、パール、ブイ）
- スパイラルゾーン（ダッチェス・ダイアー）
- スヌーピーとチャーリーブラウン（フリーダ、クララ）
  - 帰っておいで、スヌーピー
  - チャーリーブラウンという男の子

### 特撮
- もりもりぼっくん（1986年、ピッコロバードの声）